# Альдер Галч
45°19′31″ пн. ш. 112°04′37″ зх. д. / 45.3253° пн. ш. 112.077° зх. д.
Олдер-Галч (інша назва — Олдер-Крік) — це місце в долині річки Рубі, штат Монтана США, де 26 травня 1863 року Вільям Фейрвезер і група людей, зокрема Барні Хьюз, Томас Ковер, Генрі, знайшли золото. Роджерс, Генрі Едгар і Білл Суїні, які поверталися на золоті родовища Грассхоппер-Крік, Баннак, Монтана. Вони прямували з Баннака до Єллоустоунської країни, але їх затримала група індіанців кроу. Після того, як їм було наказано покинути мисливські угіддя Кроу, вони перетнули східний схил гір Тютюновий корінь і розташувалися табором на ніч у Елк-парку, де Вільям «Білл» Фейрвезер і Генрі Едгар знайшли золото, а решта полювала. Погодившись замовчувати нове відкриття, група шахтарів повернулася до міста Баннак за припасами. Проте інформація про нове родовище просочилася, і шахтарі гірничий район Фейрвезер. Було погоджено, що першовідкривачі мали право на дві претензії та перший вибір. Перша валка шахтарів досягла Олдер Галч 6 червня 1863 року, і менш ніж за 3 місяці населення зросло до понад 10 000 осіб. «Чотирнадцятимильне місто» простягалося вздовж ущелини і включало міста Джанкшн-Сіті, Едобе-Таун, Невада-Сіті, Сентрал-Сіті, Вірджинія-Сіті, Монтана, Бер-Таун, Хайленд, Пайн-Гроув-Френч-Таун, Генрі Холлоу та Саміт. Після прибуття шахтарі жили в чагарниках, землянках і під нависаючими скелями, поки не вдалося побудувати будиночок. Першою спорудою, побудованою у Вірджинія-Сіті, була Механічна пекарня. Вірджинія-Сіті та Невада-Сіті були центрами торгівлі під час розпалу золотої лихоманки Олдер-Галч. У перший рік у районі проживало понад 10 000 людей. Територія Монтана була заснована в травні 1864 року, а першою територіальною столицею став Баннак. Потім столиця переїхала до Вірджинія-Сіті, де вона залишалася до 1875 року. Розкопки Олдер-Галч були найбагатшими родовищами розсипів золота, коли-небудь виявленими, і за три роки з них було вилучено 30 000 000 доларів США, з яких 10 000 000 доларів було вилучено в перший рік. 
Зараз, крім літа, на вулицях Вірджинія-Сіті зазвичай тихо, і відносно мало відвідувачів знаходять дорогу до 16-тонного гранітного монумента, який позначає місце того неймовірного відкриття 26 травня 1863 року.
Альдер Галч названий на честь кущів вільхи, які росли вздовж струмка.